# Shigel·la
Les shigel·les (Shigella) són eubacteris gramnegatius, no mòbils, no formadors d'espores i incapaços de fermentar la lactosa. Són bacteris propers a E. coli i a salmonel·la i són l'agent causant de la shigel·losi en humans. També causen malalties en els altres primats, però no en la resta de mamífers.

## Classificació
Les espècies de shigel·les es classifiquen mitjançant 4 serogrups:
- Serogrup A: shigel·la dysenteriae (12 serotips)
- Serogrup B: shigel·la flexneri (6 serotips)
- Serogrup C: shigel·la boydii (23 serotips)
- Serogrup D: shigel·la sonnei (1 serotip)

Els serogrups A-C són molt semblants fisiològicament, i el serogrup D pot ser distingit de la resta per proves bioquímiques.
Els serogrups A i B causen quadres clínics greus i són freqüents al sud-est asiàtic, Amèrica del sud i central, i Àfrica.
El serogrup D és més freqüent en països desenvolupats (Europa i Estats Units) i sol provocar infeccions lleus.

## Característiques de creixement i metabolisme
Les condicions de creixement de Shigella segons els diferents paràmetres són:
- Temperatura: La temperatura mínima de creixement és de 6-8 °C i la màxima és de 45-47 °C.[2] A més se sap que en general sobreviuen millor a baixes temperatures com congelació (-20 °C) i refrigeració (4 °C).[3]
- pH: Creix en rangs de pH de 5 a 9.[2] El pH mínim de creixement és de 4'8-5 en 3'8-5'2% NaCl i pH màxim 9'3 en presència de 5'2% NaCl. El gènere Shigella es troba entre els patògens de malalties alimentàries més resistents a l'acidesa.[4]
- Oxigen: És capaç de créixer en absència d'oxigen.[4]
- Activitat d'aigua: En general sobreviu millor en aliments amb baixa activitat d'aigua. Algunes cepes poden sobreviure a 15% NaCl per un dia. La supervivència disminueix lentament en dies/setmanes a 6% NaCl. Hi ha evidencia de supervivència durant 4 dies en 10% NaCl.[4]
- Radiació: Són sensibles a radiació ɣ (gamma).[4]

Els microorganismes del gènere Shigella, generalment, no produeixen gas de la fermentació de glucosa, no produeixen sulfur d'hidrogen, no descarboxilan la lisina i són lactosa negatius. Per tant, aquests bacteris es classifiquen, segons les seves característiques com coliforms fecals anaerobis facultatius amb fermentació àcido-mixta.

## Virulència i vies d'infecció
Shigella sobreviu a l'àcid gàstric i en etapes primerenques, provoca una diarrea secretora per facilitar el trànsit fins al còlon, on causa la seva invasió. Un cop al còlon, la bacteria invaeix les cèl·lules epitelials, on es multiplica, provocant la lliberació de citoquines proinflamatòries. Això comporta el reclutament de polimorfs nuclears, destruint les cèl·lules que recobreixen la mucosa intestinal, causant finalment la diarrea sanguinolenta.
El brots estan associats al consum d'amanides amb patata, gambes, pollastre, productes lactis, carn d'aus i d'altres contaminats per via orofecal, per pràctiques deficients dels manipuladors o per aigua amb contaminació fecal, i la transmissió persona a persona.

## Medis de cultiu i identificació
Les característiques del gènere Shigella ens permet fer cultius selectius amb els següents medis de cultiu:
- Brou de cultiu pH 8.
- Agar Salmonella - Shigella (S-S).
- Agar Xilosa-Lisina-Desoxicolat (Xylose Lysine Desoxycholate: XLD).
- Agar MacConkey.
- Agar lisina ferro (Lysine Iron Agar: LIA).
- Agar TSI o Kligler.
- Brou Urea.
- Galeries API 20E.

Pel que fa a fases d'aïllament i identificació de Shigella seguirem el següent procediment:
1. Enriquiment selectiu en medi líquid.
2. Aïllament diferencial sobre medis sòlids selectius.
3. Confirmació bioquímica de les colònies sospitoses.[7]